# Liste des orgues d'Alsace classés au titre des monuments historiques

## Méthodologie
Cette liste prend en compte les orgues d'Alsace classés uniquement, au titre objet ou immeuble, que ce soit pour leur buffet ou leur partie instrumentale et répertoriés dans la base Palissy des Monuments Historiques Français. La section Reprises recense les modifications les plus importantes. Dans certains cas le classement du buffet intègre également la tribune. À défaut de précision, le classement est réputé acquis au titre objet (cas le plus fréquent) mais les initiales I.D. signifient au titre Immeuble par Destination et I. au titre Immeuble.

## Liste

### Bas-RhinA à N (saufStrasbourg)
| Localisation                                           | Construction | Reprises                                            | Buffet                                                         | Instrument                   | Illustration |
| ------------------------------------------------------ | --- | --------------------------------------------------- | -------------------------------------------------------------- | ---------------------------- | ------------ |
| Altorf, ancienne abbatiale St Cyriaque                 | André Silbermann 1730, modifié Stiehr-Mockers 1849, Martin Rinckenbach 1884                                                               | Restauration Richard Dott 1999 état 1884            | Notice no PM67000004                                           | Notice no PM67000003         |              |
| Balbronn, protestante                                  | Link 1908 buffet Jean-André Silbermann 1747, modif. Ernest Muhleisen 1960, puis Alfr. Kern 1984                                           | Restauration à l'étude 2011                         | I.D. Notice no PM67000984                                      |                              |              |
| Barr, catholique St Martin                             | Stiehr-Mockers 1826, instrument reconstruit Franz Xaver Kriess 1932                                                                       | abandonné                                           | Notice no PM67000730                                           | I.D. Notice no PM67000508    |              |
| Barr, protestante St Martin                            | Reconstruit Joseph Stiehr 1852 réemploi de 5 jeux de l'o. précédent de Jean-André Silbermann 1739                                         | Restauré:Gaston 1977 & Daniel Kern 2002             | Notice no PM67000986 inscrit                                   | Notice no PM67000021         |              |
| Birkenwald, Saint-Louis                                | Joseph Stiehr1829 à Urmatt,transféré, modifié Xavier Stiehr1865, réparé:Charles Wetzel1876, Antoine Meyer1889                             | Restauré Jean-Christian Guerrier 2008               | I.D. Notice no PM67000989                                      | I.D. Notice no PM67000732    |              |
| Bischoffsheim, Sainte-Aurélie                          | Joseph Stiehr & François-Xavier Mockers 1848, modifié Martin Rinckenbach 1891                                                             | Restauré G. Kern, Y. Koenig 1992                    | Notice no PM67000992 Inscrit                                   | I.D. Notice no PM67000025    |              |
| Bischwiller, protestante                               | André Silbermann 1729, reconstruit Stiehr-Mockers 1867, modifié Frédéric Haerpfer 1924, Georges Schwenkedel 1952, Ernest Muhleisen 1960   | Restauration Alfred Kern 1985 retour 1867           | Notice no PM67000994 Inscrit                                   | I.D. Notice no PM67000027    |              |
| Blienschwiller, catholique Sts Innocents               | Jean-Georges Rohrer 1734 (buffet), Martin & Joseph Rinckenbach 1911, Montre restituée Franz Kriess 1936                                   | Reconstruction Gaston Kern 1993                     | I.D. Notice no PM67000996                                      |                              |              |
| Bossendorf, St Laurent                                 | Louis Dubois 1761 pour Hilsenheim, transféré & modifié Joseph Stiehr 1856, réparé Meyer 1896                                              | Transformé Ernest Muhleisen 1952                    | Notice no PM67000031                                           | I.D. Notice no PM67000030    |              |
| Bouxwiller, catholique Saint-Léger                     | Johann Jacob Baldner 1668 pour protestants, réparé André Silbermann 1699, transféré 1779, positif dorsal Johann Jacob Moeller 1827        | Reconstruction Alfred Kern 1960                     | Notice no PM67000032                                           | I.D. Notice no PM67000033    |              |
| Bouxwiller, protestante Sainte-Marie                   | Jean-André Silbermann 1778, reconstruit & pneumatisé Dalstein-Haerpfer 1913                                                               | Reconstruction Alfred Kern 1968                     | Notice no PM67000495                                           |                              |              |
| Brumath, protestante                                   | Michel Stiehr 1810, réparé Joseph Stiehr 1854 & Louis Mockers 1882, pneumatisé Georges Schwenkedel 1936                                   | Restauré Téo Haerpfer 1988                          | Notice no PM67000035restauré Brucker & Cie 1988                | I.D. Notice no PM67000034    |              |
| Châtenois, catholique Saint-Georges                    | Jean-André Silbermann 1765, modifié Wetzel 1867 puis Aloïse Lorentz                                                                       | Restauré Alfred Kern 1974 état 1765                 | Notice no PM67000040                                           | I.D. Notice no PM67000039    |              |
| Dachstein, Saint-Martin                                | Xavery Mockers 1830 quasi intact | Restauré Quentin Blumenroeder 2006                  | Inscrit Notice no PM67001004                                   | I.D. Notice no PM67000737    |              |
| Dangolsheim, Saint-Pancrace                            | Joseph Stiehr 1848, modifié Franz Kriess 1928 puis Albert Kastner 1958                                                                    | Restauré Jean-Georges Koenig 1980                   |                                                                | I.D. Notice no PM67000046    |              |
| Dettwiller, St Jacques-le-Majeur                       | Stiehr-Mockers 1835, modifié Franz Kriess 1896,1923, Ernest Muhleisen 1947, Alfred Kern 1963                                              | Restauré Gaston Kern 1989                           | Notice no PM67001007 inscrit                                   | I.D. Notice no PM67000048    |              |
| Ebersheim, Saint-Martin                                | Martin & Joseph Bergäntzel 1785, reconstructions: Martin Rinckenbach 1885, Max Roethinger 1953                                            | Modifié Ernest Muhleisen 1966                       | Notice no PM67000049 Bergäntzel 1785                           |                              |              |
| Ebersmunster, Saint-Maurice                            | André Silbermann 1732, modifié Edmond-Alexandre Roethinger 1939                                                                           | Restauré:1999Gaston Kern, Yves Koenig, Richard Dott | Notice no PM67000585                                           | I.D. Notice no PM67000586    |              |
| Ergersheim, Saint-Nicolas                              | Michel Stiehr & Xavier Mockers 1818, modifié Franz Kriess 1889                                                                            | Restauré état originel Paul Adam 1977               |                                                                | I.D. Notice no PM67000066    |              |
| Erstein, catholique Saint-Martin                       | Johann-Georg Rohrer à St-Léger de Guebwiller 1744, transféré François Callinet 1805, reconstruit1914 & électrifié1949 E.A. Roethinger     | Relevé Marc Hédelin 2000                            | Notice no PM67000739                                           | I.D. Notice no PM67000738    |              |
| Forstfeld                                              | Michel Stiehr & Xavier Mockers 1839, reconstruit Frères Link 1916 dans buffet existant avec réemploi                                      | Abandonné depuis 1988                               | Notice no PM67000745                                           |                              |              |
| Frœschwiller, catholique Saint-Michel                  | Martin Wetzel 1848 à Allenwiller, transféré & reconstruit Théodore Stiehr 1881                                                            | Restauré E.A.Roethinger 1930                        |                                                                | I.D. Notice no PM67000085    |              |
| Gertwiller, protestante                                | Joseph Stiehr 1831 & 1868, modifié Robert Weibel 1924, pneumatisé Georges Schwenkedel 1936                                                | Restauré Antoine Bois 2002                          | Notice no PM67000746                                           |                              |              |
| Gottenhouse, catholique Saint-Lambert                  | Georg-Friedrich Merckel 1747 à Romanswiller, Joseph Stiehr reconstruit à Monswiller 1842 puis transfert en 1867, réparé Edgar Wetzel 1943 | Restauré Gaston Kern 2000                           | Notice no PM67000595 restauré Jean-Jacques Meyer 2000          |                              |              |
| Goxwiller, Saint-Jean                                  | Johan Conrad Sauer 1811, modifié 1883 Émile & 1909 Edgard Wetzel, 1962 Ernest Muhleisen                                                   | Restauré état 1812 Daniel Kern 1997                 |                                                                | I.D. Notice no PM67000108    |              |
| Gries, protestante                                     | Jean-André Silbermann 1781, modifié Xavier Stiehr 1836, E.A.Rothinger 1925, G. Schwenkedel 1944                                           | Restauré état 1781 Alfred Kern 1967                 | Notice no PM67000104                                           | I.D. Notice no PM67000103    |              |
| Griesheim-sur-Souffel, Saint-Pancrace                  | Jean-André Silbermann1746 à Guémar,transféré Martin 1843, modifié Charles 1885 Wetzel                                                     | Restauré état 1781 Alfred Kern 1966                 | Notice no PM67000105                                           |                              |              |
| Gunstett, Saint-Michel                                 | Joseph Stiehr 1856, réparé Louis Mockers 1893, Adolphe Blanarsch 1936, Max Roethinger 1952                                                | Restauré Gaston Kern 1990                           | Notice no PM67001021 Inscrit                                   | I.D. Notice no PM67000106    |              |
| Haguenau, Saint-Nicolas                                | Johann Georg Rohrer 1747 pour l'abbaye de Neubourg, transféré Michel Stiehr 1804                                                          | Reconstruit neuf Daniel Kern 1987                   | Notice no PM67000597                                           |                              |              |
| Harskirchen, protestant                                | Frères Link 1906,buffet de Johann Georg Geib pour Hofkirche de Sarrebruck transféré en 1768                                               | Buffet restauré M.Meyer 2006                        | Notice no PM67000122                                           |                              |              |
| Hessenheim, Saint-Laurent                              | Jean-André Silbermann1760 à St Étienne de Rosheim, transféré, modifié Joseph Stiehr 1860                                                  | Restauré Alfred Kern 1959,Daniel Kern 1999          | Notice no PM67000124                                           | I.D. Notice no PM67001137    |              |
| Hochfelden, Saints-Pierre-et-Paul                      | Joseph Stiehr 1841, réparé Félix Mockers 1868&1890, modifié E.-A. Roethinger 1927                                                         | Restauré Jean-Georges Koenig 1978                   | Notice no PM67001026 Inscrit                                   | I.D. Notice no PM67000131    |              |
| Hœrdt, catholique Saint-Sixte                          | Michel Stiehr 1792 puis réparé 1805,transféré 1848, réparé Louis Mockers 1881&1901                                                        | Restauré Christian Boetzle 2001                     | Notice no PM67000136                                           | I.D. Notice no PM67000137    |              |
| Hœrdt, protestante                                     | Stiehr-Mockers 1847, réparé Louis Mockers 1884, modifié Georges Schwenkedel 1938                                                          | Restauré 2008                                       | Notice no PM67001029 Inscrit, repeint 1960                     | I.D. Notice no PM67000602    |              |
| Ittenheim, protestante Saint-Gall                      | André&Gottfried Silbermann1703 couvent Ste Marguerite de Strasbourg,transféré 1793 Nicolas Toussaint, reconstruit Frères Link 1906        | Modifié Ernest Mulheisen                            | Notice no PM67000608 façade uniquement                         |                              |              |
| Kaltenhouse, Saint-Wendelin                            | Stiehr-Mockers 1838 à Weitbruch,transféré Th. & Auguste Stiehr 1873,réparé Louis Mockers 1912,E.Muhleisen 1848, G.Schwenkedel 1956        | Restauré Hubert Brayé 2007                          | Notice no PM67001032 inscrit                                   | I.D. Notice no PM67000145    |              |
| Kauffenheim, Saint-Jean-Baptiste                       | Ferdinand Stieffell 1767, transféré & reconstruit Théodore Stiehr 1880                                                                    | Réparé Muhleisen1960, restauré Daniel Kern 1987     | Notice no PM67001034 inscrit                                   | I.D. Notice no PM67000146    |              |
| Keskastel, protestante                                 | Jacques Henn 1834, réparé Martin Wetzel 1861                                                                                              | Restauration Christian Guerrier 1993                |                                                                | I.D. Notice no PM67000268    |              |
| Kolbsheim, Saint-Léger                                 | Antoine Bois 1998 dans buffet de Conrad Sauer 1792                                                                                        |                                                     | I.D. Notice no PM67001037                                      |                              |              |
| Krautwiller, Saint-Ulrich                              | Stiehr-Mockers 1838, idem complément 1864, relevé Blumenroeder 2010                                                                       | Restauré Curt Schwenkedel 1972                      | Notice no PM67001039 inscrit                                   | I.D. Notice no PM67000152    |              |
| Langensoultzbach, protestante                          | Stiehr-Mockers 1847, réparé Louis Mockers 1892, modifié Ernest Muhleisen 1950                                                             | Restauration Gaston Kern 1989                       | Notice no PM67001044 inscrit                                   | I.D. Notice no PM67000153    |              |
| Lauterbourg, Sainte-Trinité                            | Ferdinand Stieffel 1777, modifié Franz Kriess 1903, électrifié Max Roethinger 1957                                                        | Restauré René Schwartz 1975, Yves Koenig 1999       | Notice no PM67000156                                           | Notice no PM67001046 inscrit |              |
| Leutenheim, catholique Saint-Barthélémy                | Auguste&Théodore Stiehr1877,réparé E.A.Roethinger1895,Louis Mockers 908,transformé Albin Unfer1969                                        | Restauré Daniel Kern 2000                           |                                                                | I.D. Notice no PM67000231    |              |
| Lixhausen, Saint-Nabor                                 | Georg-Friederich Merckel 1735 pour Benfeld, transféré réparé Joseph Stiehr 1868                                                           | Restauration: Alfred Kern 1979                      | Notice no PM67001050 inscrit                                   | I.D. Notice no PM67000157    |              |
| Marmoutier, Saint-Étienne                              | André Silbermann 1710, complété Jean-André Silbermann 1746, entretenu Wetzel 1876 à 1937, restauré E. Muhleisen & A. Kern 1955            | Grand relevage Quentin Blumenroeder 2010            | Notice no PM67000163                                           | I.D. Notice no PM67000161    |              |
| Mattstall, protestante                                 | Félix Mockers1841, réparé Louis Mockers1890,G.Schwenkedel 1926&41, E.Muhleisen 1953                                                       | Restauré Gaston Kern 1996                           | I.D. Notice no PM67001053                                      | I.D. Notice no PM67000110    |              |
| Mittelschaeffolsheim, Saint-Sébastien                  | Joseph Stiehr 1848, modifié Ernest Mulheisen 1950 & 1964                                                                                  | Restauré Muhleisen 2010                             |                                                                | I.D. Notice no PM67000176    |              |
| Molsheim, Saint-Georges                                | Jean-André Silbermann 1781,réparé Stiehr 1816-38-54,modifié Franz Kriess 1887-1941                                                        | Reconstruit état 1781 Alfred Kern 1971              | Notice no PM67000181                                           | Notice no PM67001056         |              |
| Monswiller, Notre-Dame-de-l'Assomption                 | Johann Georg Rohrer 1753 à Haguenau, reconstruit George Wegmann 1841,transféré Stiehr 1867,modifié Martin Rinckenbach 1895                | Restauré Yves Koenig 2011                           | Notice no PM67000615                                           | I.D. Notice no PM67001121    |              |
| Neubois, Saint-Materne                                 | Joseph Callinet 1823 pour Ballersdorf, transféré M. Moessmer 1879, modifié Aloïse Lorentz 1902                                            | Restauré état 1823 Alfred Kern 1987                 |                                                                | I.D. Notice no PM67000187    |              |
| Neuwiller-lès-Saverne, Saint-Adelphe                   | Stiehr & Mockers 1850,modifié Charles 1888 & Edgard Wetzel 1908,Ernest Mulheisen 1952                                                     | Restauration Gaston Kern 1985                       |                                                                | I.D. Notice no PM67000463    |              |
| Neuwiller-lès-Saverne, abbatiale Saints-Pierre-et-Paul | Nicolas Dupont 1778, modifié Heinrich Koulen 1888, repris Martin Rinckenbach 1895, réparé E.-A. Roethinger 1905-26                        | Réparé Ernest Muhleisen 1953                        | Notice no PM67000198                                           | I.D. Notice no PM67000199    |              |
| Niedernai, Saint-Maximin                               | Martin&Joseph Rinckenbach 1898,buffet A.Silbermann 1713 d'Obernai(démonté Félix Mockers1867);relevé Robert Kriess 1985                    | Restauré Daniel Kern 2010                           | Notice no PM67000632 A. Bender menuisier, G. Le-Sage sculpteur |                              |              |
| Nordhouse, Saint-Michel                                | Sébastien Krämer 1792, très modifié Stiehr-Mockers 1849 puis Franz Kriess 1908                                                            | Reconstruit Paul Adam 1974                          | Notice no PM67000206                                           | I.D. Notice no PM67000205    |              |

### Bas-RhinO à Z (saufStrasbourg)
| Localisation                            | Construction | Reprises                                      | Buffet                                         | Instrument                | Illustration |
| --------------------------------------- | --- | --------------------------------------------- | ---------------------------------------------- | ------------------------- | ------------ |
| Obermodern-Zutzendorf, protestante      | Stiehr-Mockers 1857 quasi intact | Restauré Gaston Kern 1997                     |                                                | I.D. Notice no PM67000207 |              |
| Obernai, Saints-Pierre-et-Paul          | Joseph Merklin 1881, réparé Franz Kriess 1923, modifié Ernest Muhleisen 1951                                                                                          | Restauré Daniel Kern, harmonisé R.Sturny 2001 | Notice no PM67000217 Théophile Klem de Colmar  | I.D. Notice no PM67000507 |              |
| Offenheim, Saint-Arbogast               | Martin Wetzel 1846, modifié 1924 & 1949 | Restauré à l'identique Yves Koenig 1995       |                                                | I.D. Notice no PM67000408 |              |
| Olwisheim, mixte                        | Georges Hladky 1792 à Waltersweier (D), transféré Charles Wetzel 1878, réparé Ernest Muhleisen 1967                                                                   | Restauré Antoine Bois 1996                    |                                                | I.D. Notice no PM67000225 |              |
| Orschwiller, Saint-Maurice              | Stiehr-Mockers 1852, modifié Martin Rinckenbach 1899, réparé E.Muhleisen 1966, A.Kern 1976                                                                            | Restauré Muhleisen 1989                       |                                                | I.D. Notice no PM67000226 |              |
| Ottrott, Saints Simon & Jude            | A.Silbermann 1721 à Bœrsch, transféré Conrad Sauer 1793,modifié Martin Rinckenbach,altéré F. Kriess 1931                                                              | Reconstruit Jean-Georges Koenig 1968          | Notice no PM67000779                           |                           |              |
| Reichshoffen, Saint-Michel              | Ferdinand Stieffel & Michel Stiehr 1777, reconstruit Edmond-Alexandre Roethinger 1897-1928                                                                            | Modifié Max Roethinger 1962                   | Notice no PM67000647 Franz Schädel             |                           |              |
| Reichshoffen, Saint-Michel, o. de chœur | Albin Unfer 1977-84, buffet 1626 restauré & adapté André Frey ébéniste                                                                                                |                                               | Notice no PM67000522                           |                           |              |
| Riedseltz, Saint-Jacques                | Louis Mockers 1870, réparé idem 1887,1905,1909 | Restauré Richard Dott 1992                    | Inscrit Notice no PM67001073                   | I.D. Notice no PM67000646 |              |
| Rœschwoog, Saint-Barthélémy             | Reconstruction Michel Stiehr 1808, réparé Xavier 1824-40 puis Louis Mockers 1893, Albin Unfer 1960                                                                    | Restauré Gaston Kern état 1893                | Notice no PM67000239                           | I.D. Notice no PM67000235 |              |
| Roppenheim, temple Saint-Michel         | Michel Stiehr 1791, quasi intact, peu modifié Alfred Kern 1957 | Réparé Alfred Kern 1984                       | Notice no PM67000242                           | I.D. Notice no PM67000240 |              |
| Saasenheim, Saint-Jean-Baptiste         | Martin Bergäntzel 1777, modifié Charles Wetzel 1868 | Restauré Richard Dott 2006                    | Notice no PM67000523                           | I.D. Notice no PM67001080 |              |
| Saint-Jean-Saverne, Saint-Jean-Baptiste | Reconstruction Richard Dott 2009 avec éléments de buffet & de tuyauterie de Jean-André Silbermann 1747                                                                |                                               | Notice no PM67000259                           |                           |              |
| Sarre-Union, Saint-Georges              | Instrument neuf de Jean-Georges Koenig 1967 dans buffet de l'orgue de Pierre Delorme 1717                                                                             | Relevage Yves Koenig 2000                     | Notice no PM67000267                           |                           |              |
| Sarrewerden-Bischtroff-sur-Sarre        | Jean-Frédéric Verschneider 1843, transformé Adrian Spamann 1896 puis Jean-Georges Koenig 1962                                                                         | Restauré Yves Koenig 1987                     | Notice no PM67001084 Inscrit                   | Notice no PM67000655      |              |
| Saverne, les Récollets                  | Louis Dubois 1763, modifié Nicolas-Antoine Lété 1844 puis Charles Wetzel 1885                                                                                         | Restauré Gaston Kern 1995 état Dubois         | Notice no PM67000661                           | I.D. Notice no PM67000272 |              |
| Saverne, Notre-Dame-de-la-Nativité      | Instrument neuf d'Alfred Kern 1972 dans buffet de l'orgue de Sébastien Kraemer 1784                                                                                   | Restauré Daniel Kern 1984                     | Notice no PM67000287                           |                           |              |
| Schwobsheim, Saint-Jacques-le-Majeur    | Louis Dubois 1766, transféré Stiehr-Mockers 1845, transformé Charles Wetzel 1871 & Franz Kriess 1933                                                                  | Restauré Richard Dott 1994                    | Notice no PM67001090 Inscrit                   | I.D. Notice no PM67000509 |              |
| Siewiller, protestante                  | Martin Wetzel 1863, réparé Ernest Muhleisen 1958 | Intact                                        |                                                | I.D. Notice no PM67001092 |              |
| Soultz-les-Bains, Saint-Maurice         | J.A. Silbermann à St-Pierre-le-Jeune, Strasbourg 1762; modifié Georges Wegmann 1837,Stiehr-Mockers 1848; transféré idem 1865; réparé Aloïse Lorentz 1895              | Restauré Daniel Kern 2008                     | Notice no PM67000320                           | I.D. Notice no PM67000321 |              |
| Stotzheim, Saint-Nicolas                | Martin & Joseph Rinckenbach 1904 dans buffet Jean-André Silbermann des Franciscains de Sélestat 1751, transformé Georges Schwenkedel 1949                             | Réparé Alfred Kern 1974                       | Notice no PM67000328                           |                           |              |
| Sundhouse, protestante                  | J.A.Silbermann 1750 pour Dominicaines de Sélestat, transféré Joseph Bergäntzel 1793, reconstruit Dalstein-Haerpfer 1911                                               | Restauré état 1911 Emmanuel Uhry 2009         | Notice no PM67000409                           |                           |              |
| Thanvillé, Saint-Jacques-le-Majeur      | Joseph Stiehr 1833, modifié Martin Rinckenbach 1898 | Restauré Daniel Kern 1989                     | Inscrit Notice no PM67001098                   | I.D. Notice no PM67000343 |              |
| Waldolwisheim, Saint-Pancrace           | Reconstruit Joseph Stiehr 1863,buffet et sommiers André Silbermann1733 de Rosheim, Sts Pierre & Paul                                                                  | Restaurations: Alfred 1962,Gaston Kern 2000   | Notice no PM67000434 Ketterer Colmar menuisier |                           |              |
| Wangen, Saint-Étienne                   | Charles Wetzel 1880, transformé Franz Kriess 1920 | Restauré Richard Dott 2007                    | I.D. Notice no PM67001101                      | I.D. Notice no PM67001102 |              |
| Wasselonne, protestante Saint-Laurent   | J.A.Silbermann Dominicains de Guebwiller 1745,transféré Nicolas Toussaint 1792, entretenu les Wetzel 1875 à 1926, modifié Stiehr-Mockers 1849 & Ernest Muhleisen 1941 | Restauré Gaston Kern 1992                     | Notice no PM67000437                           | I.D. Notice no PM67000436 |              |
| Weiterswiller, catholique Saint-Michel  | Johann-Georg Rohrer 1712 Franciscains de Haguenau, déplacé Weyersheim 1798 Michel Stiehr & St-Michel 1878 Charles Wetzel, reconstruit Joseph Rinckenbach 1922         | Reconstruit Gaston Kern 2002                  | Notice no PM67000438 rest. Meyer 2002          |                           |              |
| Westhoffen, protestante                 | Reconstruction Dalstein-Haerpfer1912(Stiehr-Mockers 1828+Heinrich Koulen 1874);réparé G.Schwenkedel1933, E.Muhleisen 1942                                             | Réparé Paul Adam 1980                         | I.D. Notice no PM67001139                      | I.D. Notice no PM67001140 |              |
| Willgottheim, Saint-Maurice             | Joseph Stiehr 1835, modifié Franz Kriess 1910 | Restauré Yves Koenig 1984                     | Notice no PM67001106 Inscrit                   | I.D. Notice no PM67000449 |              |
| Wingen, Saint-Barthélémy                | Stiehr-Mockers 1845, reconstruit Ernest Muhleisen 1954 | Restauré Daniel Kern 1998                     |                                                | I.D. Notice no PM67000450 |              |
| Wintzenbach, Saint-Gilles               | Michel Stiehr vers 1800 (buffet Johann-Georg Rohrer 2e moitié 18e Jésuites de Molsheim)                                                                               | Relevage Yves Koenig 2000                     | Notice no PM67000778                           |                           |              |
| Wisches, Saint-Michel                   | Ferdinand & Xavier Stiehr 1859, augmenté & modifié Nicolas-Théodore Jaquot 1873                                                                                       | Restauré Nicolas Toussaint 2003               | I.D. Notice no PM67001110                      | I.D. Notice no PM67001111 |              |
| Wissembourg, Saints-Pierre-et-Paul      | Débuté Alffermann fils 1757, achevé Louis Dubois 1766; modifié Ferdinand & Xavier Stiehr 1862, altéré Franz Kriess 1928, réparé Max Roethinger 1962                   | Restau. Daniel Kern en cours 12-2011          | Notice no PM67000460                           | I.D. Notice no PM67000459 |              |
| Wœrth, Saint-Laurent                    | Edmond-Alexandre Roethinger 1898 Intact | Relevé Alfred Kern 1987                       |                                                | I.D. Notice no PM67000232 |              |
| Wolxheim, Saint-Étienne                 | Claude-Ignace Callinet 1844 dans buffet Sébastien Kraemer 1780; transformé Martin Rinckenbach 1887                                                                    | Relevé Gaston Kern 1984                       | Notice no PM67000486                           | I.D. Notice no PM67000485 |              |
| Zehnacker, protestante                  | Wetzel fères 1867 Intact | Relevé Gaston Kern 1990                       |                                                | I.D. Notice no PM67000491 |              |

### Strasbourget sa Communauté Urbaine
| Localisation                                         | Construction | Reprises                                                      | Buffet                                    | Instrument                | Illustration |
| ---------------------------------------------------- | --- | ------------------------------------------------------------- | ----------------------------------------- | ------------------------- | ------------ |
| Bischheim, N.-S.-Jésus-Christ                        | André Silbermann 1716 pour St Étienne de Strasbourg, transfert 1793 Conrad Sauer | Reconstruit Gaston Kern 1983                                  | Notice no PM67000024                      | Restent 3 jeux Silbermann |              |
| Cronenbourg, Saint-Sauveur                           | Dalstein-Haerpfer 1907 | Restauré Ernest Muhleisen 1986                                |                                           | I.D. Notice no PM67000386 |              |
| Fegersheim, catholique Saint-Maurice                 | Georges Wegmann 1842, modifié Xavier Stiehr 1857, E.A.Roethinger 1917 & Georges Schwenkedel 1954 | Restauré état 1857 Muhleisen 1996                             | Notice no PM67000520                      | I.D. Notice no PM67000084 |              |
| Lampertheim, Saint-Arbogast                          | Heinrich Johann Koulen 1888 quasi intact | Restauration Hubert Brayé 2009                                | I.D. Notice no PM67001041                 | I.D. Notice no PM67001042 |              |
| Strasbourg, cathédrale Notre-Dame                    | André Silbermann 1716 dans buffet de Frédéric Krebs 1491(pendentif 1385); reconstruit Heinrich Koulen 1897 puis Edmond-Alexandre Roethinger 1935                                                                                           | Refait à neuf Alfred Kern 1981                                | Notice no PM67000336                      | I.D. Notice no PM67000335 |              |
| Strasbourg, Sainte-Aurélie                           | Ernest Muhleisen 1952, réemployant le buffet & 7 jeux d'André Silbermann 1718 | Reconstruction en cours Blumenroeder-Thomas                   | I.D. Notice no PM67001134                 |                           |              |
| Strasbourg, rue du Bouclier, réformée                | Dominique THOMAS 2007, dans buffet de Johann-Conrad Sauer 1790 |                                                               | Notice no PM67001130 Franz-Anton Ketterer |                           |              |
| Strasbourg, Saint-Guillaume                          | Yves Koenig 1987, dans buffet André Silbermann 1728 |                                                               | I.D. Notice no PM67000404                 |                           |              |
| Strasbourg-Finkwiller, Saint-Louis                   | Charles Wetzel & son fils Edgard 1896, modifié Georges & Curt Schwenkedel 1956 | Restauré Paul Adam 1983                                       | Notice no PM67000379 Paul Klein menuisier |                           |              |
| Strasbourg, Sainte-Madeleine, chapelle du Sacré-Cœur | positif d'André Silbermann 1719 pour couvent des Tiercelines de Haguenau, réparé 1786 Georg Hladky qui le transfert à Sessenheim 1793, réparé Xavier Stiehr 1826, restauré Ernest Muhleisen 1945 & transféré Palais des Rohan à Strasbourg | Restauré & installé à Ste Madeleine Quentin Blumenroeder 2012 | Notice no PM67001131                      | Notice no PM67000388      |              |
| Strasbourg, Saint-Maurice                            | Friedrich Weigle 1899, transformé Edmond-Alexandre Roethinger 1942 | Restauration prévue                                           | I.D. Notice no PM67000977 Théophile Klem  | I.D. Notice no PM67000776 |              |
| Strasbourg, Saint-Nicolas                            | André & Gottfried Silbermann 1707 buffet Johann-Jacob Baldner 1670; reconstruit Jean-Conrad Sauer 1820,modifié Martin Wetzel 1850; reconstruit Heinrich Koulen 1884, transformé E.Muhleisen 1961,démonté Ph.Hartmann 1967                  | Tuyauterie dispersée                                          | Inscrit Notice no PM67000968              | I.D. Notice no PM67000671 |              |
| Strasbourg, Saint-Paul                               | Eberhard-Friedrich Walcker 1897, modifié 1899,1907-12-31; transformé Cavaillé-Coll - Pleyel 1934 | Restauré Walcker & R. Dott 1993                               |                                           | I.D. Notice no PM67000385 |              |
| Strasbourg, St Pierre-le-Jeune protestante           | Jean-André Silbermann 1780, positif Jean-Conrad Sauer 1820, transféré sur jubé & modifié Edmond-Alexandre Roethinger 1900, reconstruit E.Muhleisen & A.Kern 1948                                                                           | Reconstruit Alfred Kern 1966                                  | Notice no PM67000505                      |                           |              |
| Strasbourg, Église protestante de la Robertsau       | Stiehr-Mockers 1866; modifié Edgard Wetzel 1896,Dalstein-Haerpfer1911,G.Schwenkedel1930; restauré A.Kern 1986 | Relevé Blumenroeder2010                                       |                                           | I.D. Notice no PM67000687 |              |
| Strasbourg, Saint-Thomas                             | Jean-André Silbermann 1741; transformé Martin Wetzel 1860,Dalstein-Haerpfer 1908,Georges Schwenkedel 1927-38,Ernest Muhleisen 1956; relevé Blumenroeder 2009                                                                               | Restauré Alfred & Daniel Kern 1979                            | Notice no PM67000348 Riedinger menuisier  | I.D. Notice no PM67000347 |              |
| Strasbourg, Temple Neuf                              | Joseph Merklin 1877, travaux Walcker 1900, transformé Frédéric Haerpfer 1924, électrifié E.Muhleisen 1954 | Restauré Nicolas Toussaint 2008                               | I.D. Notice no PM67000979                 | I.D. Notice no PM67000777 |              |

### Haut-RhinA à M
| Localisation                             | Construction | Reprises                                | Buffet                                                     | Instrument                | Illustration |
| ---------------------------------------- | --- | --------------------------------------- | ---------------------------------------------------------- | ------------------------- | ------------ |
| Ammerschwihr, Saint-Martin               | Louis Dubois 1762,reconstruit Martin & Joseph Rinckenbach 1912, restauré E.A. Roethinger 1947                                                            | Relevé 1981 Laurent Steinmetz           | Notice no PM68000605 Martin Bergäntzel                     |                           |              |
| Bergholtz, Saint-Gall                    | Jaque Besançon 1766, reconstruit Nicolas Verschneider 1865                                                                                               | Restauré Ch. Guerrier 1990              | Notice no PM68000020                                       |                           |              |
| Blodelsheim, Saint-Blaise                | Jean-André Silbermann 1779, transformé François-Antoine Berger 1862                                                                                      | Restau. 1983 Alfred Kern                | I.D. Notice no PM68000024                                  | I.D. Notice no PM68000533 |              |
| Blotzheim, chapelle Notre-Dame-du-Chêne  | Joseph & Claude-Ignace Callinet 1843, modifié Martin Rinckenbach 1890 puis G.Schwenkedel 1946                                                            | Restau. 1981 Gaston Kern                |                                                            | I.D. Notice no PM68000661 |              |
| Burnhaupt-le-Haut, Saint-Boniface        | Georges Schwenkedel 1932, relevé Laurent Steinmetz 1978                                                                                                  | Relevé 2001 Richard Dott                | Style Art-Déco Notice no PM68000665                        | I.D. Notice no PM68000516 |              |
| Colmar, Saint-Matthieu                   | André Silbermann 1732;modifié Joseph Stiehr 1861, Martin Rinckenbach 1898,Haerpfer 1926,Muhleisen1947-63                                                 | Restauré Richard Dott 1999              | Notice no PM68000065                                       | I.D. Notice no PM68000640 |              |
| Dannemarie, Saint-Léonard                | Joseph Callinet 1846, transformé Edmond Alexandre Roethinger 1912                                                                                        | Restau. 1985 Alfred Kern                | Notice no PM68000448 Restauré 2004                         |                           |              |
| Eschentzwiller, Saints-Pierre-et-Paul    | Jean-André Silbermann 1738-43(positif) Dominicaines de Colmar, transféré Joachim HENRY 1792, dénaturé Joseph-Antoine Berger 1895 puis Alfred Berger 1930 | Restauré état 1743 Quentin Blumenroeder |                                                            | I.D. Notice no PM68000658 |              |
| Guebwiller, Notre-Dame                   | Joseph Rabiny 1785, reconstruit Charles Mutin 1908, réparé Georges Schwenkedel 1946-66-73                                                                | Relevé Muhleisen 2006                   | Notice no PM68000072 Gabriel-Ignace Ritter & Joseph Sporer | I.D. Notice no PM68000099 |              |
| Hagenthal-le-Bas, Saints-Pierre-et-Paul  | Valentin I Rinckenbach 1846, modifié Georges Schwenkedel puis J.Weber 1978                                                                               | Restauration étudiée                    | I.D. Notice no PM68000885                                  | I.D. Notice no PM68000886 |              |
| Hattstatt, Sainte-Colombe                | Kohr 1723, reconstruit Claude-Ignace Callinet 1834 | Restau. 1991 Daniel Kern                | Inscrit Notice no PM68000889                               | I.D. Notice no PM68000119 |              |
| Heiteren, Saint-Jacques-le-Majeur        | Antoine Herbuté 1844, modifié Martin 1875 puis son fils Joseph Rinckenbach 1925                                                                          | Restau. 1980 Alfred Kern                | Inscrit Notice no PM68000888                               | I.D. Notice no PM68000122 |              |
| Helfrantzkirch, Saint-Barthélémy         | Stiehr & Mockers 1858 | Restau. 2006 Daniel Kern                |                                                            | I.D. Notice no PM68000123 |              |
| Hunawihr, Saint-Jacques-le-Majeur        | Jacque Besançon 1765, complété Joseph Rabiny & François Callinet 1803, modifié Claude-Ignace Callinet 1859                                               | Restau. 1990 Gaston Kern                | Notice no PM68000450                                       | I.D. Notice no PM68000660 |              |
| Kaysersberg, Sainte-Croix                | Jaque Besançon 1770, réparé Joseph Bergäntzel 1807, transformé Martin 1879 puis Joseph 1926 Rinckenbach, modifié Ernest Muhleisen 1958                   | Restauration projetée                   | Notice no PM68000155 Joseph Waltrin 1720                   |                           |              |
| Kientzheim, Notre-Dame-des-Sept-Douleurs | Valentin Rinckenbach 1847, transformé Curt Schwenkedel 1960                                                                                              |                                         | Notice no PM68000963                                       | Notice no PM68002101      |              |
| Landser, Notre-Dame-de-l'Assomption      | Martin Bergäntzel 1789, réparé par son fils Joseph 1811, transformé Edmond-Alexandre Roethinger 1933                                                     | Restauré Gaston Kern 1997               | Notice no PM68000666                                       | I.D. Notice no PM68000894 |              |
| Lautenbach, Saint-Jean-Baptiste          | Johann-Peter Toussaint & son fils Jean-Nicolas 1772, transformé Alfred Berger 1929                                                                       | Restauration projetée                   | Notice no PM68000221                                       | I.D. Notice no PM68000222 |              |
| Lutter, Saint-Léger                      | Joseph Callinet 1844, intact | Restauration en cours 2021 Hubert Brayé | Inscrit Notice no PM68000897                               | I.D. Notice no PM68000898 |              |
| Masevaux, Saint-Martin                   | o. de chœur Curt Schwenkedel 1973 |                                         | Notice no PM68002107                                       | Notice no PM68002106      |              |
| Merxheim, Saints-Pierre-et-Paul          | Johann-Peter Toussaint 1776, reconstruit Joseph Callinet 1835, très transformé Joseph-Antoine Berger 1892                                                | Restauration étudiée                    | I.D. 1892 Notice no PM68000903                             | I.D. Notice no PM68000904 |              |
| Mollau, Saint-Jean-Baptiste              | Joseph Callinet 1833, quasi intact; légèrement modifié par Alfred Kern 1961                                                                              | Relevé Hubert Brayé 2011                | Notice no PM68000728                                       | I.D. Notice no PM68000245 |              |
| Mulhouse, temple Saint-Jean              | Jean-André Silbermann 1766 au temple St Étienne, remonté Froehlich 1868, reconstruit à l'identique Alfred Kern 1972                                      |                                         | 1766 Notice no PM68000664                                  |                           |              |
| Murbach, abbatiale Saint-Léger           | Martin & Joseph Rinckenbach 1906, restauré E.A.Roethinger 1947                                                                                           | Projet restauration                     | Boehm menuisier Notice no PM680007250725                   | I.D. Notice no PM68000724 |              |

### Haut-RhinN à W
| Localisation                             | Construction | Reprises                                                  | Buffet                             | Instrument                | Illustration |
| ---------------------------------------- | --- | --------------------------------------------------------- | ---------------------------------- | ------------------------- | ------------ |
| Nambsheim, Saint-Étienne                 | Joseph & Claude-Ignace Callinet 1842 intact | Restauré Alfred Kern 1984                                 |                                    | I.D. Notice no PM68000659 |              |
| Niederentzen, Sainte-Agathe              | Joseph Rabiny 1791, modifié Joseph & Claude-Ignace Callinet 1841 | État 1841 restauré par Richard Dott en 2012               | I.D. Notice no PM68000913          | I.D. Notice no PM68000914 |              |
| Niedermorschwihr, Saint-Gall             | André Silbermann 1726 aux Dominicains de Colmar, transféré 1803, modifié Martin Rinckenbach 1892                                                                                              | Restau. projetée 2011                                     | Notice no PM68000266               | I.D. Notice no PM68000523 |              |
| Oberhergheim, Saint-Léger                | Claude-Ignace Callinet 1853,modifié G.Schwenkedel 1928, relevé Jean-Christian Guerrier 2005                                                                                                   | Restauré Gaston Kern 1993                                 |                                    | I.D. Notice no PM68000267 |              |
| Oltingue, Saint-Martin                   | Joseph & Claude-Ignace Callinet 1843 | Restauré Gaston Kern 1978                                 |                                    | I.D. Notice no PM68000490 |              |
| Orschwihr, Saint-Nicolas                 | Louis Mockers pour Stiehr-Mockers 1881, réparé Joseph-Antoine Berger 1897 | Restauré Antoine Bois 2004                                | I.D. Notice no PM68000918          | I.D. Notice no PM68000919 |              |
| Pfaffenheim, Saint-Martin                | Callinet frères 1839, remonté & modifié Joseph-Antoine Berger 1895, pneumatisé Georges Schwenkedel 1932, modifié par son fils Curt 1959                                                       |                                                           | I.D. Notice no PM68000922          | I.D. Notice no PM68000923 |              |
| Raedersdorf, Saint-Étienne               | o.de chœur abbatiale de Lucelle facteur suisse 1769, transféré Stephan Flum entre 1793 & 1852 où il est modifié Valentin I Rinckenbach puis Alfred Berger 1924                                | Restauré Jean-Christian Guerrier 1973                     | I.D. Notice no PM68000925          | I.D. Notice no PM68000926 |              |
| Ribeauvillé, Saint-Grégoire              | Débuté Friedrich Ring, achevé Claude Legros 1702 au Temple Neuf de Strasbourg, Pédale André Silbermann 1707; transféré Rohrer 1749, modifié Joseph Callinet 1824, pneumatisé A.Blanarsch 1933 | Reconstruit totalement Alfred & Daniel Kern 1984          | Notice no PM68000292               | I.D. Notice no PM68000291 |              |
| Ribeauvillé, Temple                      | Reconstruction Antoine Bois 1993 dans buffet de Joseph Waltrin 1717-23(positif) pour N.D.de la Nativité à Saverne                                                                             |                                                           | Notice no PM68000729               |                           |              |
| Riedisheim, Saint-Afre                   | Stiehr-Mockers 1853,modifié: Alfred Berger 1928,E. Muhleisen 1954, relevé Quentin Blumenroeder 2004                                                                                           | Restauré Alfred Kern 1979                                 |                                    | I.D. Notice no PM68000306 |              |
| Riquewihr, Sainte-Marguerite catholique  | Stiehr-Mockers 1853, authentique hormis Montre | Relevage Bernard Aubertin 1983                            |                                    | I.D. Notice no PM68000315 |              |
| Riquewihr, Sainte-Marguerite protestante | Stiehr-Mockers 1851, dans buffet o. Christian Langes 1783, authentique hormis Montre | Restauré Gaston Kern 1985                                 | Notice no PM68000313               | I.D. Notice no PM68000312 |              |
| Rodern, Saint-Georges                    | Rinckenbach Valentin, ses fils Charles & Valentin II, son neveu Martin 1864; relevé Antoine Bois 2002                                                                                         | Restauré Christian Guerrier 1982                          |                                    | I.D. Notice no PM68000325 |              |
| Rouffach, N.D.de l'Assomption            | Thomas Schott 1626(9 jeux), agrandi Louis Dubois 1758, restauré Joseph Rabiny & François Callinet 1803, reconstruit Claude-Ignace Callinet (buffet)1855                                       | Restauré Alfred Kern 1983                                 | I.D. 1855 Notice no PM68000934     | I.D. Notice no PM68000935 |              |
| Saint-Hippolyte, catholique              | Martin Rinckenbach 1908 dans buffet Jean-André Silbermann 1739 pour l'abbaye de Marbach | Transformé Bernard Aubertin 1984                          | Notice no PM68000342               |                           |              |
| Sainte-Croix-en-Plaine, Saint-Barthélémy | Joseph & Claude-Ignace Callinet 1839, modifié Georges Schwenkedel 1956 | Restauration projetée 2012                                | Notice no PM68000340               | I.D. Notice no PM68000330 |              |
| Sainte-Marie-aux-Mines, temple           | Joseph Callinet 1847, modifié Dalstein-Haerpfer 1880 puis 1911 | Démonté depuis 1980                                       | Inscrit Notice no PM68000941       | I.D. Notice no PM68000344 |              |
| Soppe-le-Bas, Saint-Vincent              | Valentin I Rinckenbach 1842, intact | Restauré Hubert Brayé 2006                                |                                    | I.D. Notice no PM68000565 |              |
| Soultz-Haut-Rhin, Saint-Maurice          | Jean-André & Jean-Daniel Silbermann 1750, modifié Joseph Callinet 1822-29-52, pneumatisé Paul-Marie Koenig 1925,réparé G.Schwenkedel1932                                                      | Restau.Schwenkedel Curt 1970, harmonisé Philippe Hartmann | Notice no PM68000348               | I.D. Notice no PM68000517 |              |
| Soultzmatt, Saint-Sébastien              | Joseph & Claude-Ignace Callinet 1838, modifié Joseph-Antoine Berger 1896 | Restauré Daniel Kern 2009                                 | Notice no PM68000369               | I.D. Notice no PM68000730 |              |
| Tagsdorf, Saint-Blaise                   | Valentin II & Charles Rinckenbach 1867, quasi intact | Restauré Christian Guerrier 1983                          |                                    | I.D. Notice no PM68000662 |              |
| Thann, collégiale Saint-Thiébaut         | Martin Rinckenbach 1888 dans buffet Théophile Klem 1885, 2001 reconstruit Manufacture Aubertin                                                                                                | Harmonisé Michel Gaillard 2001                            | Notice no PM68000396 Restauré 1998 |                           |              |
| Westhalten, Saint-Blaise                 | Valentin I Rinckenbach 1841, transformé Jacques Weber pour Schwenkedel 1959 | Restauré Richard Dott 1992                                |                                    | I.D. Notice no PM68000420 |              |
| Widensolen, Saint-Nicolas                | Claude-Ignace Callinet 1872, quasi intact |                                                           | Inscrit Notice no PM68000968       | I.D. Notice no PM68000421 |              |
| Wildenstein, Saints-Pierre-et-Paul       | Joseph Callinet pour Kertzfeld 1832, transféré Valentin 1838 & modifié Joseph 1940 Rinckenbach                                                                                                | Mauvais état 2012                                         |                                    | I.D. Notice no PM68000957 |              |
| Winkel, Saint-Laurent                    | Valentin I Rinckenbach 1835, modifié Martin Rinckenbach 1887, reconstruit Alfred Berger 1930                                                                                                  | Relevé Laurent Steinmetz 1977                             |                                    | I.D. Notice no PM68000955 |              |

## Sources
- Base Palissy des Monuments historiques de France
- Orgues en Alsace, Haut-Rhin, tome 2, Bas-Rhin 1 & 2, tomes 3 & 4, ARDAM-Alsace 1985-86
- Les Orgues de la Communauté Urbaine de Strasbourg, Charles-Léon KOEHLHOEFFER, Jérôme Do Bentzinger Éditeur 2011,  (ISBN 9782849602614)